# Paloma Elsesser
Paloma Kai Shockley Elsesser (Londres, 12 de abril de 1992) es una modelo británica de origen multirracial. En 2020 fue nombrada como la modelo del año por la web models.com y portada de la revista Vogue.

## Trayectoria
Elsesser es hija de una madre afroamericana y un padre de ascendencia chilena-suiza. Creció en Los Ángeles, California y se mudó a Nueva York en 2010, para asistir al The New School donde estudió psicología y literatura.
Elsesser fue descubierta en Instagram por la maquilladora Pat McGrath. A partir de entonces, Elsesser trabajó como modelo para firmas como Nike, Inc., Fenty Beauty, Proenza Schouler, y Mercedes-Benz. Ha aparecido en editoriales de revistas como Vogue, Teen Vogue, Elle, W, Wonderland Magazine, y Glamour.